# Leptoderris coriacea
Leptoderris coriacea är en ärtväxtart som beskrevs av De Wild. Leptoderris coriacea ingår i släktet Leptoderris och familjen ärtväxter. Inga underarter finns listade i Catalogue of Life.